# يوسوكي نوساكي
يوسوكي نوساكي (باليابانية: 野崎 陽介) (16 فبراير 1985 في تسو في اليابان – )؛ هو لاعب كرة قدم ياباني سابق كان يلعب كلاعب وسط.

## وصلات خارجية
- يوسوكي نوساكي على موقع رابطة كرة القدم اليابانية للمحترفين (اليابانية)
- يوسوكي نوساكي على موقع قاعدة بيانات كرة القدم.إي يو (الإنجليزية)
- يوسوكي نوساكي على موقع Soccerway.com (الإنجليزية)
- يوسوكي نوساكي على موقع عالم كرة القدم.نت (الإنجليزية)